# 工房織座
株式会社工房織座（こうぼうおりざ）は、愛媛県今治市玉川町鬼原に本社を置く企業。

## 概要
宮崎タオルの工場長をしていた武田正利が工場部門閉鎖となる事を機に独立を決意し、2005年に「株式会社工房織座」を創業。独立に際して、全国の織物産地を訪れて壊れて動かなくなった旧式織機を収集。分解して使える部品を組み合わせて織機を復活させた。
大正や昭和初期に活躍した旧式織機9台を駆使し、デザイン性の高いマフラーやストールなどを製造している。世界初のたてよこよろけもじり織りや独創的商品の開発で、2009年には「第3回ものづくり日本大賞」の経済産業大臣賞を受賞。

## 事業所
- 本社・工場 -  愛媛県今治市玉川町鬼原甲55
  - 直営店「KOBO ORIZA SHOP」を併設している。

## 沿革
- 2005年
  - 3月 - 武田正利が前職を退職後、全国各地の織物産地をめぐり、旧式の特色ある織機を収集。集めた織機を復元・改良しオリジナルの着尺一列機を完成させる。
  - 11月 - 「工房織座」創業。コットン素材のマフラーを中心に、ワッチキャップ、ショールなどのオリジナル製品の企画製造販売開始。
- 2007年
  - 5月 - 敷地内にてファクトリーショップをオープン。
  - 7月 - 世界初「たてよこよろけもじり織り」の開発に成功、商品化。
- 2008年3月 - オンラインショップをオープン。
- 2009年9月 - 「感性価値創造ミュージアムinKOBE」にて、「絹孔雀シルクストール」が選出。
- 2010年
  - 4月 - ストールブランド「ITO」発売。
  - 10月 - 「株式会社工房織座」設立。
- 2012年2月 - 「COOL JAPAN　WAO 工芸ルネッサンス」に選出
- 2013年10月 - 愛媛県資源循環優良モデル認定　優良循環型事業所認定。
- 2015年
  - 2月 - ファクトリーブランドをリニューアル、ストールブランド「kobooriza」をスタート。
  - 3月 - 明治時代の足踏み織機の復元に成功。この織機を使った体験「ストールづくりワークショップ」をスタート。
  - 8月 - 「THE WONDER 500」にて、「ITO FLASH LIGHT」が選出。
- 2016年
  - 6月 - タオル創造プロジェクト「水布人舎」スタート。
  - 9月 - ファッションとデザインの合同展示会「ROOMS33」のエントランスにて、足踏み織機のパフォーマンス。
  - 9月 - ファクトリーショップ「KOBO ORIZA SHOP」をリニューアルオープン。
- 2021年6月 - ブランド「CUON:E」スタート。
- 2022年3月 - 今治ワクワクミリョク 100名鑑に選出。
- 2024年4月 - 直営ショップ、ワークショップアトリエを全面的に改装。

## 受賞
- 2006年 - えひめライプサポートビジネスオーディション2006　最優秀賞
- 2008年 - 21世紀 えひめの伝統工芸大賞 準大賞 (コットンキャップ)
- 2009年 - 第三回ものづくり日本大賞 経済産業大臣賞
  - 『昭和初期のレトロ織機を操り世界初の「たてよこよろけもじり織り」や独創的商品の開発』
- 2010年 - 2010年度グッドデザイン賞 (ITO WAVE・CONTRAST・FLASH)
- 2023年 - 経済産業省「次代を担う繊維産業企業100選」 選出